# Onthophagus thanwaakhomus
Onthophagus thanwaakhomus es una especie de insecto del género Onthophagus, familia Scarabaeidae, orden Coleoptera.
Fue descrita científicamente por Masumoto en 1992.